# داريو كورديتش
داريو كورديتش (من مواليد 14 ديسمبر 1960) هو سياسي كرواتي بوسني سابق من الاتحاد الديمقراطي الكرواتي والقائد العسكري لمجلس الدفاع الكرواتي بين عامي 1992 و 1994 نائب رئيس الجمهورية الكرواتية في البوسنة والهرسك نصبت نفسها بنفسها الأراضي الكرواتية في البوسنة والهرسك والمدانين بارتكاب جرائم حرب. وحُكم عليه بالسجن لمدة 25 عام في فبراير 2001 بتهمة ارتكاب جرائم حرب ضد السكان البوسنيين خلال الحرب البوسنية الكرواتية 1992-94 وأُطلق سراحه في يونيو 2014 بعد أن أمضى ثلثي عقوبته.

## النشأة
ولد كورديتش في 14 ديسمبر 1960 في سراييفو عاصمة جمهورية البوسنة والهرسك في يوغوسلافيا. درس العلوم السياسية في جامعة سراييفو ثم عمل في الصحافة في صحيفة مصنع فاتروستالاك في بوسوفاتشا.
على الرغم من أنه ولد في سراييفو إلا أنه عاش في بوسوفاتشا. لديه ثلاثة أبناء ولد وبنتان.

## حرب البوسنة والهرسك
في 12 نوفمبر 1991 عقد ماتي بوبان وكورديتش الاجتماع المشترك لموظفي الأزمة في الهرسك ومجتمعات ترافنيك الإقليمية. قرر المجتمعان أن الكروات في البوسنة والهرسك يجب أن يضعوا سياسة لتحقيق «حلمنا القديم دولة كرواتية مشتركة» ويجب أن يدعوا إلى إعلان بانوفينا كرواتية في البوسنة والهرسك على أنها «المرحلة الأولية المؤدية إلى الحل النهائي للمسألة الكرواتية وإقامة كرواتيا ذات السيادة ضمن حدودها العرقية والتاريخية».
في 27 ديسمبر 1991 عُقد اجتماع في زغرب برئاسة الرئيس فرانيو تودجمان لقيادة الاتحاد الكرواتي الديمقراطي الكرواتي والاتحاد الديمقراطي الكرواتي للبوسنة والهرسك. كان الهدف أولا مناقشة مستقبل البوسنة والهرسك والاختلافات في الرأي حول هذا الموضوع في حزب الاتحاد الديمقراطي الكرواتي للبوسنة والهرسك وثانيا صياغة إستراتيجية سياسية كرواتية شاملة. حدد ستيفان كيويتش موقفه لصالح بقاء الكروات داخل البوسنة والهرسك لكن بوبان قال إنه في حالة تفكك البوسنة والهرسك سيتم إعلان الجمهورية الكرواتية في البوسنة والهرسك كأراضي كرواتية مستقلة "والتي ستنضم إلى دولة كرواتيا ولكن فقط في مثل هذا" الوقت الذي يجب أن تقرره القيادة الكرواتية [...]". قال كورديتش إن الروح الكرواتية في الجمهورية الكرواتية في البوسنة والهرسك قد ازدادت قوة في 40 يوم منذ إعلان الجمهورية الكرواتية في البوسنة والهرسك وكان الشعب الكرواتي في منطقة ترافنيك على استعداد للانضمام إلى الدولة الكرواتية "بأي ثمن [...] أي دولة أخرى سيعتبر الخيار خيانة باستثناء الترسيم الواضح للتربة الكرواتية في الجمهورية الكرواتية في البوسنة والهرسك".
في 16 يناير 1992 تم تنظيم مسيرة في قاعة البلدية في بوسوفاتشا للاحتفال باستقلال كرواتيا وتم عرض تسجيل بالفيديو على المحكمة الابتدائية. شوهد كورديتش وهو يتحدث إلى حشد يهتف ويلوح بالأعلام. وقال إن المسيرة كانت دليل على أن الشعب الكرواتي في بوسوفاتشا هم جزء من الأمة الكرواتية الموحدة وأن الجمهورية الكرواتية في البوسنة والهرسك بما في ذلك بوسوفاتشا هي «أرض كرواتية وهذا ما سيكون عليه الحال». تحدث سكرتير الجمهورية الكرواتية في البوسنة والهرسك إغناك كوشترومان وقال: «سنكون جزء لا يتجزأ من دولتنا العزيزة كرواتيا عن طريق الخطاف أو المحتال». قوبلت الخطب بصيحات «داريو داريو».
كان الاتحاد الديمقراطي الكرواتي أحد الأحزاب السياسية الرئيسية في كرواتيا. كان أحد أهدافها الرئيسية هو ضمان «أمة كرواتية كاملة ضمن حدودها التاريخية والطبيعية». كان الاتحاد الديمقراطي الكرواتي للبوسنة والهرسك أحد الأحزاب السياسية الرئيسية للكروات البوسنيين في البوسنة والهرسك ومن بين الأهداف المعلنة للاتحاد الديمقراطي الكرواتي للبوسنة والهرسك بيان حق الكروات في الدفاع عن أنفسهم والانفصال. أعلنت الجمهورية الكرواتية في البوسنة والهرسك وجودها في نوفمبر 1991 وعرفت نفسها ككيان منفصل أو متميز داخل أراضي البوسنة والهرسك. أصبح مجلس الدفاع الكرواتي الجهاز التنفيذي والإداري والعسكري الأعلى في الجمهورية الكرواتية في البوسنة والهرسك بعد إنشائه في أبريل 1992.
على الرغم من أنه لم يكن في قمة التسلسل الهرمي السياسي وكان مدني غير معتاد على هيكل القيادة الرسمي لمجلس الدفاع الكرواتي فقد اتخذ كورديتش العديد من القرارات السياسية والاستراتيجية وتفاوض على اتفاقيات وقف إطلاق النار وأصدر أوامر ذات أهمية عسكرية مباشرة وغير مباشرة. لعب كورديتش دور رئيسي في التخطيط والتنظيم والترويج وتنفيذ حملة سياسية عسكرية من الاضطهاد و«التطهير العرقي» ضد البوشناق لا سيما في وادي لاشفا (هجوم ومذابح في أحميتشي وقرى أخرى في الوادي في أبريل 1993) وكذلك في زينيتسا.

## جرائم الحرب
تم اتهام كورديتش مثل العديد من قادة الجمهورية الكرواتية في البوسنة والهرسك والقادة العسكريين بارتكاب جرائم حرب ضد السكان البوسنيين. وفي 6 أكتوبر 1997 استسلم طواعية للمحكمة وفي 8 أكتوبر دفع بأنه غير مذنب.
اتهمته لاهاي لدوره في مذبحة وادي لاشفا بما في ذلك أحميتشي حيث ارتكبت قوات مجلس الدفاع الكرواتي جرائم ضد السكان البوسنيين المحليين تحت قيادته. كما وردت تقارير تفيد بأن جنود مجلس الدفاع الكرواتي تحت إمرته ارتكبوا فظائع في زينيتسا وحولها. في 26 فبراير 2001 حُكم على كورديتش بالسجن 25 عام.
بناء على مسؤوليته الجنائية الفردية (المادة 7 § 1 من النظام الأساسي للمحكمة الجنائية الدولية ليوغوسلافيا السابقة) أدين بالتهم التالية:
- الانتهاكات الجسيمة لاتفاقيات جنيف (المادة 2 من النظام الأساسي للمحكمة الجنائية الدولية ليوغوسلافيا السابقة: القتل العمد والمعاملة اللاإنسانية والاحتجاز غير القانوني للمدنيين).
- انتهاكات قوانين وأعراف الحرب (المادة 3 من النظام الأساسي للمحكمة الجنائية الدولية ليوغوسلافيا السابقة: الهجوم غير القانوني على المدنيين والهجوم غير القانوني على الأهداف المدنية والتدمير دون سبب عسكري مبرر والتدمير المتعمد أو إلحاق الضرر بالمباني المخصصة للدين أو التعليم).
- الجرائم ضد الإنسانية (المادة 5 من النظام الأساسي للمحكمة الجنائية الدولية ليوغوسلافيا السابقة: الاضطهاد لأسباب سياسية أو دينية والقتل والأعمال اللاإنسانية والسجن).

في يونيو 2006 نُقل إلى سجن في النمسا ليقضي ما تبقى من عقوبته هناك. في مايو 2010 رُفض طلبه للإفراج المبكر عنه بعد أن قضى نصف مدة عقوبته على أساس خطورة الجرائم المرتكبة وثلاثة انتهاكات تأديبية أثناء وجوده في السجن. ومع ذلك في 21 مايو 2014 مُنح كورديتش الإفراج المبكر اعتبارا من 6 يونيو 2014. حُكم على شيركيز بالسجن لمدة ست سنوات وبعد أن قضى أكثر من تلك الفترة في الاحتجاز وأطلق سراحه مقابل الوقت الذي قضاه.